# Oludamola Osayomi
Oludamola Osayomi (* 26. Juni 1986 in Ilesha) ist eine nigerianische Leichtathletin, die sich auf den 100-Meter-Lauf und den 200-Meter-Lauf spezialisiert hat. Sie war mehrfach Afrikameisterin und gewann bei den Olympischen Spielen 2008 die Bronzemedaille mit der Staffel.

## Leben
Sie nahm an den Olympischen Spielen 2004 in Athen und an den Weltmeisterschaften 2005 in Helsinki teil. Dabei belegte mit der 4-mal-100-Meter-Staffel Nigerias jeweils den siebten Platz.
2007 belegte sie bei den Weltmeisterschaften in Osaka den achten Platz über 100 Meter. Im selben Jahr gelang ihr bei den Panafrikanischen Spielen in Algier ein Doppelsieg über 100 und 200 Meter. Mit der 4-mal-100-Meter-Staffel erreichte sie den zweiten Platz.
Bei den Afrikameisterschaften 2008 in Addis Abeba gewann sie mit der 4-mal-100-Meter-Staffel und im 100-Meter-Lauf die Goldmedaille, über 200 Meter sicherte sie sich die Bronzemedaille. Ihren bisher größten Erfolg feierte sie mit dem Gewinn der Bronzemedaille in der 4-mal-100-Meter-Staffel bei den Olympischen Spielen 2008 in Peking. Die nigerianische Sprintstaffel hatte sich ursprünglich gar nicht für den Wettbewerb qualifiziert und konnte nur teilnehmen, weil Finnland kurzfristig seine Staffel zurückzog. Osayomi startete in Peking außerdem im 100- und 200-Meter-Lauf, schied jedoch in der Halb- bzw. Viertelfinalrunde aus. Am 17. August 2016 wurde den russischen Läuferinnen Julia Schermoschanskaja, Jewgenia Poljakowa, Alexandra Fedoriwa und Julia Guschtschina die 2008 erworbene Goldmedaille in der 4-mal-100-Meter-Staffel wegen Dopings aberkannt. Die Medaillen von Belgien (jetzt Gold), Nigeria (jetzt Silber) und Brasilien (jetzt Bronze) wurden daraufhin aufrückend angepasst.
Bei den Weltmeisterschaften 2009 in Berlin startete Osayomi über 100 und 200 Meter sowie mit der Staffel, schaffte aber in keinem Wettbewerb den Finaleinzug. Im folgenden Jahr gewann sie bei den Afrikameisterschaften in Nairobi die Titel im 200-Meter-Lauf und mit der 4-mal-100-Meter-Staffel sowie die Bronzemedaille im 100-Meter-Lauf.
Nach ihrer Dopingsperre kam Osayomi bei den Weltmeisterschaften 2011 über 100 Meter ins Halbfinale. Bei den Panafrikanischen Spielen kurz darauf gewann sie über 100 und 200 Meter Gold. In London wurde sie bei den Olympischen Spielen 2012 Vierte mit der nigerianischen Staffel.
Oludamola Osayomi hat bei einer Körpergröße von 1,63 m ein Wettkampfgewicht von 63 kg.

## Doping
Bei den Commonwealth Games 2010 in Neu-Delhi gewann sie über 100 Meter die Goldmedaille, verlor sie jedoch bald wieder. Zunächst hatte sie nur den zweiten Platz belegt, profitierte aber von der nachträglichen Disqualifikation der Australierin Sally Pearson wegen eines Fehlstarts. Bei einer Dopingkontrolle wurde Osayomi allerdings positiv auf die verbotene Substanz Methylhexanamin getestet. Die Goldmedaille wurde ihr wieder aberkannt und sie erhielt eine sechsmonatige Sperre.

## Bestleistungen
- 100 m: 10,99 s, 22. Mai 2011, São Paulo
- 200 m: 22,74 s, 3. Juli 2008, Abuja
- 60 m (Halle): 7,19 s, 16. Februar 2008, Chapel Hill